# Winter Meeting
Winter Meeting is een film uit 1948 onder regie van Bretaigne Windust. De film is gebaseerd op een boek van Grace Zaring Stone.

## Verhaal
Susan Grieve is een alleenstaande vrouw die als dichteres werkt in Manhattan. Wanneer zij marineheld Slick Novak ontmoet, brengen zij samen de nacht door. De volgende dag blijkt hij echter minder stoer te zijn, als hij toegeeft priester te willen worden.

## Rolverdeling
| Acteur         | Personage     |
| -------------- | ------------- |
| Bette Davis    | Susan Grieve  |
| Janis Paige    | Peggy Markham |
| Jim Davis      | Slick Novak   |
| John Hoyt      | Stacy Grant   |
| Florence Bates | Mrs. Castle   |
| Walter Baldwin | Mr. Castle    |